# Браво Джеймс, Фернандо
Фернандо Браво Джеймс (исп. Fernando Bravo James; 1912—1962) — боливийский политический и профсоюзный деятель, активист троцкистской Революционной рабочей партии (Partido Obrero Revolucionario, POR). Экономист и педагог, старший преподаватель Технического университета Оруро (UTO) и Высшего университета Сан-Андреса (UMSA). Своим сторонникам запомнился как неутомимый борец за дело пролетариата и молодёжи.

## Биография

### Личность
Отец Фернандо Браво Джеймса, доктор Закариас Браво Миранда, был одним из врачей, окончивших первый выпуск медицинской школы Потоси при «Университете Томаса Фриаса», основанной в 1892 году. Мать Фернандо, Мария Джеймс Ревилья, родилась в Потоси и была ирландского происхождения. У пары было пятеро детей: Кармела, София, Фернандо, Габи и Мария Луиза Браво Джеймс. Братьями и сестрами по отцу были старший брат Эстебан Браво, а по материнской линии — младшие сестра и брат Бетти и Хорхе Лопес Джеймс. Браво Джеймс получил начальное образование в колледже Colegio Nacional Pichincha в Потоси и продолжил обучение в Американском институте Ла-Паса. Фернандо любил петь и составил либретто революционных песен для своей партии на основе известных и популярных мелодий, к которым написал тексты.

«Те, кто его знал, прекрасно помнят его вечное состояние сердечного спокойствия», — пишет Хайме Амонсабель «Браво Джеймс никогда не принимал позы, а тем более презрительной самодостаточности по отношению к своему собеседнику. Эта запредельная простота человеческой привязанности, к тем, кто приближался к нему, сопровождала его всю жизнь». Lucha Obrera указывает на «ценность Фернандо как интеллектуала, а также на его динамичную и богатую деятельность среди масс». Фернандо Браво «был прежде всего троцкистским активистом. Его личность была неотделима от организации, революционного процесса, плоти от плоти рабочих, как он говорил». Эльса Кладера де Браво свидетельствует: «Он никогда не шёл на компромисс со своими принципами… У него было чёткое представление о своем долге».

Фернандо Браво Джеймс в молодости. Фотография сделана, вероятно, в 1925 году или позже.

### Вступление в троцкистскую партию
Браво Джеймс «принадлежал к поколению, которое было свидетелем и участником войны в Чако [1932-1935]. Его дух был потрясён войной, разжигаемой империализмом. Будучи ещё очень молодым, по возвращении из Чако он присоединился к политическим течениям, искавшим объяснения и решения проблем Боливии». После участия в войне против Парагвая он перебрался на горнодобывающий объект Ла-Хойя и «вскоре присоединился к зарождающемуся движению горняков». Именно в Оруро в 1940-х годах Браво присоединился к POR и оставался активным членом троцкистской партии до своей смерти. «Неутомимый на протяжении более 25 лет товарищ Фернандо Браво, как активист и лидер ПОР, посвятил себя революционной борьбе боливийских масс», — описывало издание Lucha Obrera.
Эльса и Фернандо встретились в Оруро в 1942 году. 21 декабря того же года произошла резня в Катави: «В пампасах войска обстреляли демонстрацию из 8 000 человек с женщинами и детьми в первом ряду». На демонстрации протеста студент Браво Фернандо первым прокричал «Долой мясника Катави!» и был окружён полицейскими, но его будущая жена Эльса с однокурсниками помогла отбить его от жандармов. В следующем году они поженились. У супругов было трое дочерей.

### От студента к преподавателю

Лидеры POR, конец 1940-х гг. Слева направо: Фернандо Браво Джеймс, Энрике Ферранте (?), Уго Гонсалес Москосо, Мигель Аландия Пантоха, Исмаэль Перес Алькала.

Будучи студентом университета, Фернандо Браво присутствовал на студенческих национальных конгрессах и с руководящих должностей в студенческом движении продвигал союз с горняками. В 1943 году он стал генеральным секретарём Центра студентов экономических наук Технического университета Оруро.

Браво Джеймс получил в этом университете диплом финансового аудитора в 1945 году и степень бакалавра экономики в 1949 году. Он был одним из старших преподавателей, «выкованных в собственных аудиториях», пишет Баррон Ферауди: «Фернандо Браво Джеймс… был выдающимся интеллектуалом, честным политиком и неустанным общественным борцом, который встал на сторону народных масс. Будучи преподавателем всемирной и национальной экономической географии в течение более семи лет, он проявлял широкие знания и юношеский педагогический пыл». Фернандо Браво Джеймс также читал лекции по историческому материализму в Рабочем университете Оруро в 1950—1956 годах.

Митинг ПОР, Оруро, август 1946 года. Человек, стоящий непосредственно перед знаменем, — Фернандо Браво, под ним — Гильермо Лора. Четвёртая в заднем ряду слева — Эльса Кладера де Браво.

В 1956 году он переехал в Ла-Пас, где после непростого конкурсного экзамена был выбран преподавателем того же предмета на экономическом факультете университета этого города. Он оставался старшим преподавателем экономических наук в Высшем университете Сан-Андрес в Ла-Пасе с 1956 по 1962 год.

### Рабоче-университетский пакт
Фернандо Браво участвовал в шахтёрской борьбе с 1942 года. Он участвовал в развитии Федерации профсоюзов рабочих горнорудной промышленности Боливии (FSTMB с Federación Sindical de Trabajadores Mineros de Bolivia) — не только в решении организационных задач, но и в идеологической ориентации горняков. 29 июля 1946 года он подписал Рабоче-университетский пакт (Pacto Obrero-Universitario) в Катави. Это соглашение, разработанное на основе подготовленной им программы, стало первым случаем, когда был заключён договор такого рода. «Помимо многих требований, касающихся горнодобывающего и университетского секторов, его основополагающим моментом был призыв к национализации шахт, что было ключевой национальной целью на протяжении всего этого периода», — отмечает Эльза Кладера де Браво. Гильермо Лора назвал этот пакт непосредственным предшественником «Тезисов Пулакайо».
| Пакт между рабочими и университетами, подписанный в 1946 году. Пакт между FSTMB и Университетской федерацией Оруро. Представители FSTMB и делегаты революционного университетского комитета Оруро подписали следующее соглашение между университетом и рабочими в качестве условия возобновления работы на рудниках; Дополнительной гарантией этого пакта является его одобрение Генеральным секретарём Федерации университетов Оруро. 1) Рабочие шахт поддерживают студентов Университета Оруро до тех пор, пока они не отклонятся от революционной линии, установленной программой принципов FUL (местная университетская федерация) и настоящим соглашением. FSTMB прибегнет к массовым акциям прямого действия, чтобы гарантировать строгое соблюдение своих целей. 2) Университетские элементы обязуются бороться всеми средствами, необходимыми для реализации пунктов, поддерживаемых FSTMB в настоящем пакте. Студенты университетов и шахтеры согласны в следующем: 3) Борьба против «ROSCA» [экономической и политической верхушки, в которой господствовали горнорудные бароны Патиньо, Хохшильд и Арамайо] и её агентов, чтобы всеми необходимыми средствами помешать им захватить власть. 4) Организация смешанных студенческих рабочих комитетов для контроля над создавшейся революционной ситуацией. 5) Внедрение пунктов, утвержденные на Третьем съезде горняков: а) Скользящая шкала заработной платы. б) Скользящая шкала рабочего времени. в) Коллективный договор. г) Ликвидация системы фирменных лавок; переналадка и регулирование потребительского снабжения. д) Свобода собраний, организаций, печати и пропаганды. е) Строгое соблюдение всех законов и декретов, полезных для рабочего класса, установленных предыдущим правительством. g) Упразднение офиса профсоюзов Министерства труда. 6) Прямой рабоче-университетский контроль над управлением шахт. 7) Полные гарантии прав руководителей и членов FSTMB для профсоюзных и университетских организаций. 8) Право на организацию в профсоюзы государственных служащих вообще и членов Национальной лиги педагогов в частности. 9) Восстановление автономии учебных заведений. 10) Рабочих будут представлять в Правлении члены, демократически избранные профсоюзными организациями (FSTMB, железнодорожники, водители и другие). 11) Вооружение рабочих как средство борьбы за защиту социального законодательства от действий «ROSCA» и за социальную революцию. 12) Образование единого пролетарского фронта. 13) Полный контроль рабочего класса над Страховым и сберегательным фондом рабочих, а также над пенсионными системами железнодорожников, учителей и т. п. Фернандо Браво Джеймс, La Patria, Оруро (30 июля 1946) |

В Пакте шла речь о совместной борьбе рабочих и студентов против олигархической вехушки. Он выдвигает ряд социальных требований, таких как создание студенческих комитетов, скользящая шкала заработной платы, регулирование рабочего времени, коллективные переговоры, рабочий контроль, независимость профсоюзов, университетская автономия, единый рабочий фронт и вооружение рабочих как мера защиты социального законодательства.

### Борец за дело рабочих и молодёжи. «Тезисы Пулакайо»

Оруро, дом на углу улиц Аякучо и Президенте Монтес, около 1947 года. Задний ряд слева направо: Эдвин Мёллер, Мигель Аландия Пантоха, Гильермо Лора, Эльса Кладера де Браво, Летисия Фахардо, Эрнесто Айяла Меркадо, Умберто Саламанка, Оскар Мендоса, Нельсон Капеллино, Эмилио Перес, неизвестный. В первом ряду слева: Филомена Окампо, в очках: Фернандо Браво Джеймс, Надежда Браво Кладера, Хорхе Саласар Мостахо, неизвестен.

В 1946 году дом семьи Энсинас на углу улиц Аякучо и Президенте Монтес в Оруро сыграет историческую роль, связанную с растущим горнодобывающим пролетариатом. Эльса Кладера де Браво свидетельствует, что именно в этом доме была написана политическая программа горняков «Тезисы Пулакайо». Основным автором общепринято считается Гильермо Лора, но Фернандо Браво и ряд других активистов тоже внесли свой вклад. Документ, по словам Уго Гонсалеса, был разработан Революционной рабочей партией для горняков Льяльягуа.
«Тезисы Пулакайо» были представлены на Конгрессе горняков в Пулакайо 8 ноября 1946 года. «На Конгрессе присутствовали два самых молодых и активных члена POR: Гильермо Лора… и Фернандо Браво», — пишет Джеймс Данкерли: «Лора и Браво… сумели заручиться обширной поддержкой политической резолюции». Он описывает «Тезисы Пулакайо» как «по сути, адаптацию к боливийской ситуации „Переходной программы“, написанной Троцким в 1938 году».
Фернандо Браво сыграл важную роль в продвижении документа на шахтах..., «потому что он был в контакте с рабочим классом, как профсоюзный деятель и как учитель». Эльса Кладера де Браво набрала оригинал «Тезисов Пулакайо», как утверждает её дочь Эмма Большиа в интервью Шандору Джону для его книги «Радикальная традиция Боливии. Перманентная революция в Андах».

### Участие в национальных выборах
При расколе Революционной рабочей партии по отношению к процессу Боливийской национальной революции и правящему Националистическому революционному движению (MNR) Браво оказался во фракции Уго Гонсалеса Москосо. В 1956 году эта группа, POR-Lucha Obrera, решила участвовать в национальных выборах. «Политические деятели, такие как Фернандо Браво, к которому присоединился Гонсалес, предприняли кампанию на высоком уровне против MNR». Однако намерение, судя по всему, было иным: «Они заявили, что собираются выдвинуть свои кандидатуры просто для того, чтобы воспользоваться ситуацией, моментом выборов, чтобы сделать всю политическую пропаганду возможной, поскольку у них не было возможности проводить широкую агитацию», — вспоминала Эльса Кладера де Браво. POR-Lucha Obrera выдвинула Уго Гонсалеса на пост президента, а Фернандо Браво Джеймса — на пост вице-президента.

### Конгресс Четвёртого Интернационала
В сентябре 1957 года Фернандо отправился через Буэнос-Айрес и Дакар в Париж в качестве делегата своей партии на Пятом конгрессе Четвёртого Интернационала, состоявшемся в следующем месяце.
Фернандо привёз много новостей из своего путешествия по Европе, а также альбом Ива Монтана и очки в подарок семье от Эрнеста Манделя. Из Испании он передавал впечатления от ретроградной страны, живущей под диктатурой Франко.

### Забастовка учителей

Фернандо Браво Джеймс выступает на митинге бастующих педагогов незадолго до своей смерти, 1962 год

В 1962 году Фернандо Браво серьёзно заболел. Несмотря на состояние здоровья, он продолжал возглавлять профсоюзную борьбу учителей, которая в 1962 году переросла в забастовку. Будучи лидером педагогов Ла-Паса, Фернандо организовал и возглавил стачку. «Он занимал пост председателя стачечного комитета… Врачи прописали полный покой. Но он не мог на это согласиться и не отказался от борьбы. Не подчиняясь врачам, он продолжал руководить забастовкой». Между тем, «в этом движении были введены новые методы борьбы, такие как „молниеносные митинги“ в плебейских кварталах и по всему городу. Целью было вовлечь население в забастовку учителей. Успех забастовки был обусловлен именно этой социальной связью», — пишет Эльза Кладера де Браво. «Молниеносные митинги» представляли собой группы учителей, которые внезапно появлялись в определенном месте и начинали громко выступать, подобно странствующим менестрелям в средние века. После этого наступала очередь другой группы в другом месте. «Молниеносные» митинги групп действий забастовщиков были синхронизированы таким образом, чтобы парализовать бдительность полиции, которая не могла присутствовать во всех местах, где проводились эти полустихийные собрания.

### Смерть и память
Смерть Фернандо Браво Джеймса стала «трагическим ударом для нации, его личность и его послужной список как бойца были известны всем рабочим и студенческим кругам», заявила Lucha Obrera. «Университет открыл двери Зала почёта ректора, и там посмертно почтили его память представители разных слоев общества: учащиеся и студенты, крестьяне, политические и профсоюзные лидеры, троцкистские активисты, сочувствующие и друзья». Профсоюз педагогов объявил национальный траур продолжительностью восемь дней, включая 24-часовую остановку работы. Факультет экономики Технического университета Оруро, старшим преподавателем которого он был ране, также объявил траур по поводу его смерти.
Представитель Боливийского рабочего центра Сабино Тито Атауичи заявил на похоронах: «Товарищ Фернандо, я помню, как в sexenio [репрессивный период 1946—1952 годов] вы постоянно находились в бегах, преследовались, много раз изгонялись, но всегда могли положиться на верность Вашей жены, семьи и товарищей по борьбе. Фернандо, вы скрепили единство учителей Боливии с рабочими нашей страны во время всеобщей забастовки 1950 года, когда вы сочли тюрьму предпочтительнее отказу от борьбы… Наконец, Боливийский рабочий центр, где мы часто слышали ваши мудрые и вдумчивые слова, хочет сказать вам следующее: Фернандо, покойся с миром, ваши идеалы, которые так же прекрасны, как и ваша откровенная улыбка, нашли место среди новых профсоюзных кадров и в сердцах людей».
В 1963 году на Конгрессе учителей, проходившем в Санта-Крусе, было постановлено присвоить школе в Ла-Пасе имя Фернандо Браво Джеймса в соответствии с пожеланиями представителей педагогической профессии, что было утверждено министром образования Гусманом Галарсе.
Во время диктатуры Уго Бансера в 1972 году школа была переименована в честь Росмари Галиндо де Баррьентос (вдовы правого диктатора Рене Баррьентоса). Однако позже Вирхиния Арамайо де Портокарреро дала имя Фернандо Браво Джеймса заведению латиноамериканского народного образовательного движения Fe y Alegría Unidad educativa Fernando Bravo James в городе Эль-Альто.

## Публикации
- Bravo James,Fernando (1944). Bolivia ante la historia. Universidad Técnica de Oruro.
- Bravo James, Fernando (1944–1950). "Cuaderno de canciones del Comité local de Catavi del POR, Partido Obrero Revolucionario" (Secc. Boliviana de la IV Internacional). Ediciones Lucha Minera:Secretaría de publicaciones.
- Bravo James, Fernando, "Se firmó el pacto obrero universitario", La Patria (30 July 1946).
- Bravo James, Fernando, "Entre mineros y universitarios", La Patria (25 March 1949).
- Bravo James, Fernando (1951). "Lineamientos Geo-económicos y sociales". In Armando Rosas García, Fernando Bravo James, Liberato Ignacio López, Julio Bahoz Ramírez & Julio César Mier M., Informe de la delegación de egresados de la promoción de 1950, sobre la visita a las facultades de Ciencias económicas de Buenos Aires y Montevideo. Revista Económica, Nos. 7 and 8. Universidad Técnica de Oruro: Centro de estudios financieros, pp. 125–151.
- Bravo James, Fernando, "Comunicado. Pide que la Confederación Nacional de Maestros se pronuncie sobre los últimos acontecimientos", La Patria (18 April 1952).
- Bravo James, Fernando (1954). La revolución boliviana y la educación. Universidad Técnica de Oruro.
- Bravo James, Fernando (1956a). Curso de geografía económica general. Universidad Técnica de Oruro.
- Bravo James, Fernando (1956b). Curso de geografía económica nacional. Universidad Técnica de Oruro.
- Bravo James, Fernando, "La organización de la escuela" (вероятно, написана в Оруро между 1950 и 1956).
- Bravo James, Fernando. "Canciones del CETA" (Centro Estudiantil Tupac Amaru) (вероятно, написана в Ла-Пасе между 1957 и 1962).